# Adolfo
Adolfo  è un nome proprio di persona italiano maschile.

## Varianti
- Maschili: Adinolfo
  - Alterati: Adolfino
  - Ipocoristici: Dolfo, Dolfino
- Femminili: Adolfa, Adinolfa
  - Alterati: Adolfina
  - Ipocoristici: Dolfina

### Varianti in altre lingue
- Ceco: Adolf[1]
- Danese: Adolf[1]
  - Ipocoristici: Alf[1]
- Finlandese: Aadolf[1], Aatto[1], Aatu[1]
- Francese: Adolphe[1]
- Germanico: Adalwolf[1], Adalwulf[3], Athalwolf[4], Athawulf
- Inglese: Adolph[1][4]
  - Ipocoristici: Dolph[1], Dolly[3]
- Latino: Athavulfus, Adalulfus[2], Audulfus[2], Adolphus[1][2][3], Adolfus, Atenulfus
- Ligure: Dorfo[5]

- Lussemburghese
  - Ipocoristici: Dölf[6], Dulf[7]
- Norvegese: Adolf[1]
  - Ipocoristici: Alf[1]
- Olandese: Adolf[1]
- Portoghese: Adolfo
- Spagnolo: Adolfo[1]
  - Alterati: Adolfito[1]
  - Ipocoristici: Fito[1]
- Svedese: Adolf[1]
  - Ipocoristici: Alf[1]
- Tedesco: Adolf[1]

## Origine e diffusione
Deriva dal nome germanico Adalwolf (o Athalwolf, Athawulf), introdotto in Italia dai Goti. È composto da adal (o athal, atha, "nobiltà") e wulf (o wulfa, "lupo"), nel significato complessivo di "nobile lupo" o, in senso lato, "nobile guerriero". Alcune fonti lo interpretano come "nobile protettore", "nobile soccorritore".
La variante Adinolfo è un diverso adattamento, basato sulla forma latina Atenulfus. Va notato inoltre che la forma finlandese Aatto significa anche "vigilia" in quella lingua.
Introdotto dai normanni in Gran Bretagna, finì per confondersi con il nome Edulf, e comunque non sopravvisse al Medioevo; venne ripreso nei paesi di lingua inglese solo nel XVI secolo, dopo che re Giorgio III battezzò con questo nome il figlio, Adolfo di Hannover. La sua popolarità generale calò in seguito all'associazione con Adolf Hitler, il dittatore tedesco durante la Seconda guerra mondiale.
Il cognome Adinolfi deriva dalla variante Adinolfo.

## Onomastico
L'onomastico si può festeggiare il 17 giugno in memoria di sant'Adolfo di Maastricht, vescovo. Si ricordano con questo nome anche, alle date seguenti:
- 19 maggio, sant'Adolfo di Cambrai, vescovo[9]
- 30 giugno, sant'Adolfo di Osnabrück (o Adaulfo), vescovo[9]
- 9 luglio, santa Maria Adolfina Diercks, religiosa francescana martire a Taiyuan in Cina[10]
- 27 settembre, sant'Adolfo di Cordova, martire assieme al fratello Giovanni sotto i mori[9]
- 4 dicembre, beato Adolph Kolping, sacerdote e fondatore[9]
- 16 dicembre, beato Adolfo, martire mercedario a Tunisi assieme a Giacomo[9]

## Persone

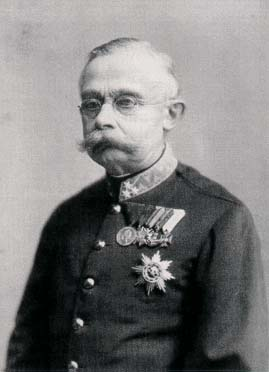
Adolfo di Lussemburgo

- Adolfo di Hannover, duca di Cambridge
- Adolfo di Lussemburgo, ultimo Duca di Nassau e quarto granduca del Lussemburgo
- Adolfo Federico II di Meclemburgo-Strelitz, primo duca di Meclemburgo-Strelitz
- Adolfo Baloncieri, calciatore e allenatore di calcio italiano
- Adolfo Bioy Casares, scrittore argentino
- Adolfo Celi, attore, regista e sceneggiatore italiano
- Adolfo De Carolis, pittore, incisore, illustratore, xilografo e fotografo italiano
- Adolfo Gaich, calciatore argentino
- Adolfo Margiotta, comico, attore e musicista italiano
- Adolfo Nicolás, gesuita spagnolo
- Adolfo Venturi, storico dell'arte e accademico italiano
- Adolfo Wildt, scultore italiano

### Variante Adolf
- Adolf Albin, scacchista rumeno
- Adolf Bastian, etnologo tedesco

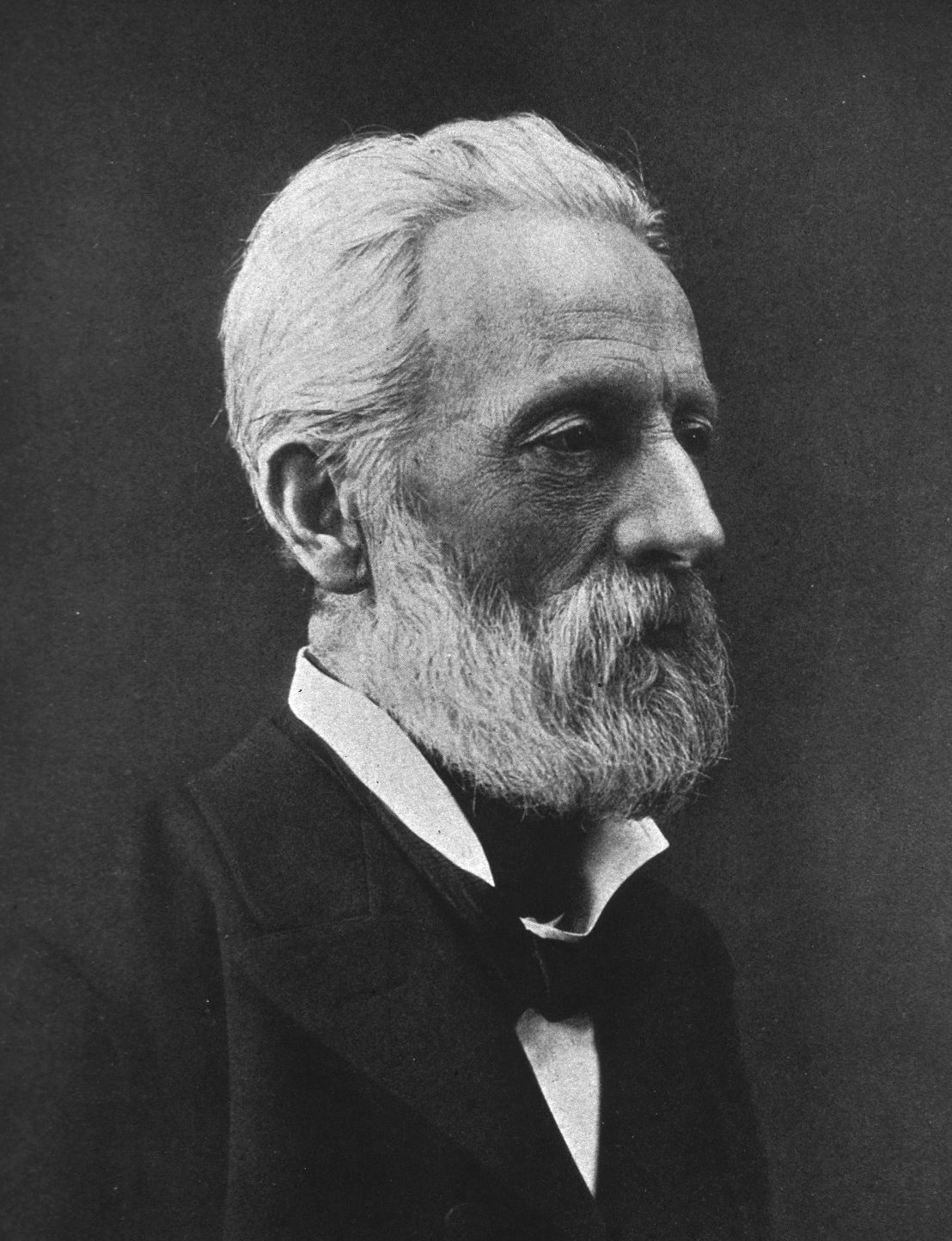
Adolf Bastian

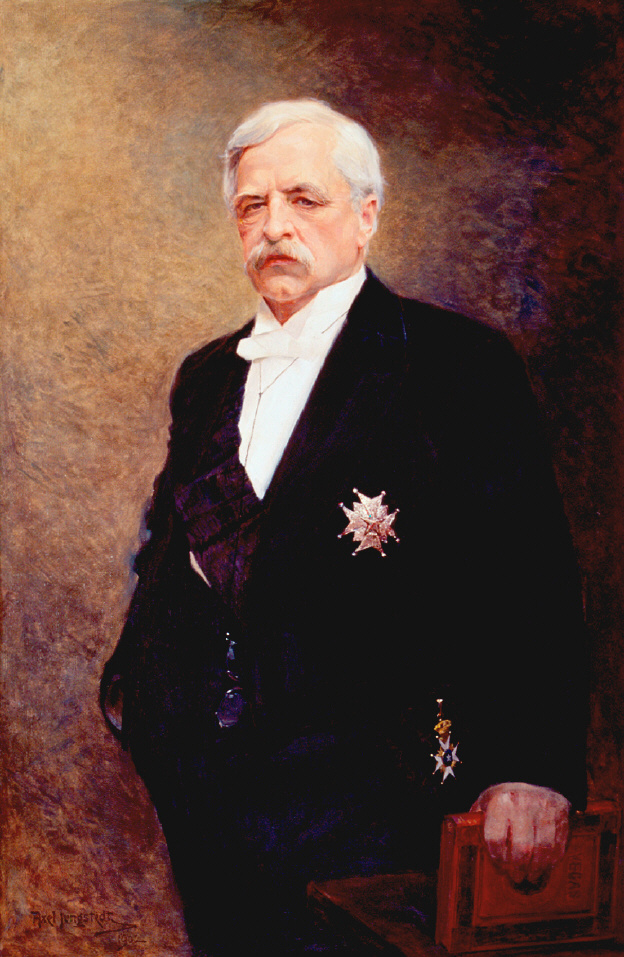
Adolf Erik Nordenskiöld

- Adolf Brand, giornalista e insegnante tedesco
- Adolf de Meyer, fotografo francese
- Adolf Eichmann, paramilitare e funzionario tedesco
- Adolf Engler, botanico tedesco
- Adolf Hitler, politico austriaco naturalizzato tedesco
- Adolf Hohenstein, pittore, pubblicitario, illustratore, scenografo e figurinista tedesco
- Adolf Holm, storico tedesco
- Adolf Hurwitz, matematico tedesco
- Adolf Kussmaul, medico tedesco
- Adolf Lanz, scrittore e monaco austriaco
- Adolf Fredrik Lindblad, compositore svedese
- Adolf Loos, architetto austriaco
- Adolf Neuendorff, compositore, pianista e violinista tedesco naturalizzato statunitense
- Adolf Erik Nordenskiöld, esploratore svedese
- Adolf Stieler, cartografo tedesco
- Adolf von Baeyer, chimico tedesco
- Adolf von Harnack, teologo tedesco
- Adolf von Hildebrand, scultore e scrittore tedesco
- Adolf Otto Reinhold Windaus, chimico tedesco

### Variante Adolph

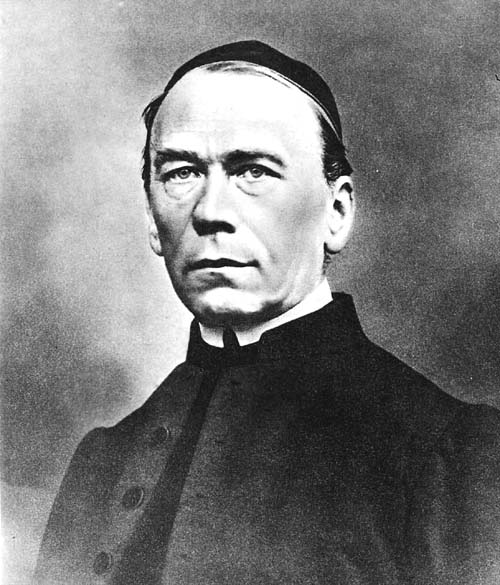
Adolph Kolping

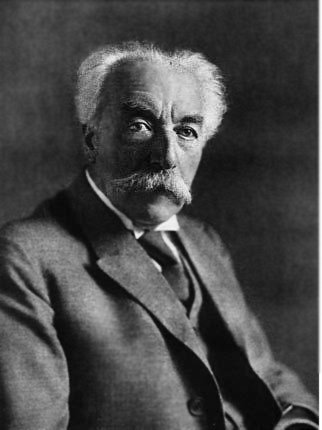
Adolph Strümpell

- Adolph Bachmann, calciatore svizzero
- Adolph Bachmeier, calciatore statunitense
- Adolph Francis Alphonse Bandelier, archeologo statunitense
- Adolph Edward Borie, politico statunitense
- Adolph Joseph DeLaGarza, calciatore statunitense
- Adolph Deutsch, compositore britannico naturalizzato statunitense
- Adolph Frank, chimico, ingegnere e imprenditore tedesco
- Adolph Gottlieb, pittore statunitense
- Adolph Kiefer, nuotatore statunitense
- Adolph Wilhelm Hermann Kolbe, chimico tedesco
- Adolph Kolping, sacerdote tedesco
- Adolph Rupp, allenatore di pallacanestro statunitense
- Adolph Schroedter, pittore tedesco
- Adolph Stöhr, filosofo, logico e docente austriaco
- Adolph Strecker, chimico tedesco
- Adolph Strümpell, neurologo tedesco
- Adolph von Menzel, pittore tedesco
- Adolph Wagner, economista tedesco
- Adolph Wold, calciatore norvegese
- Adolph Zukor, produttore cinematografico ungherese naturalizzato statunitense

### Variante Adolphe

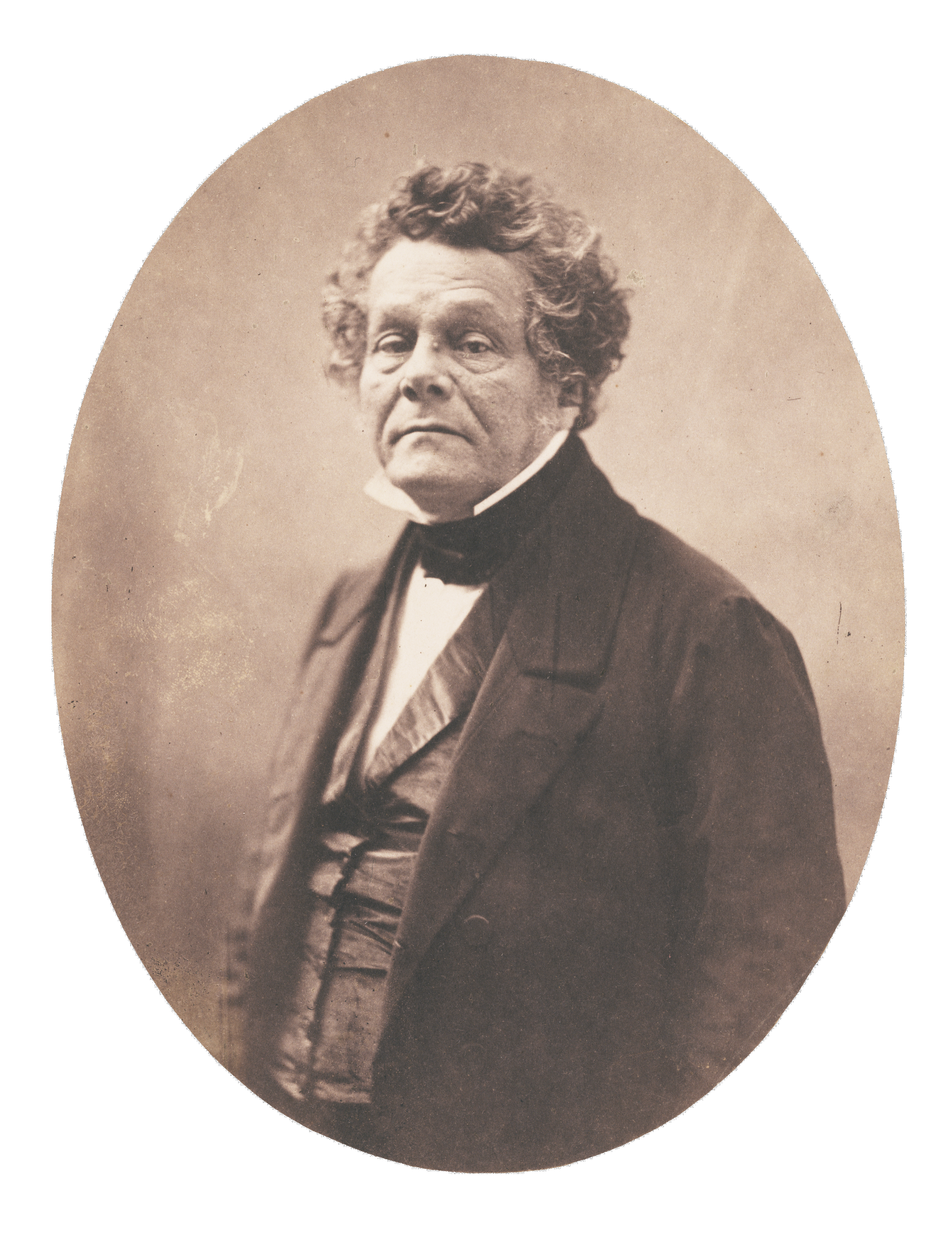
Adolphe Crémieux

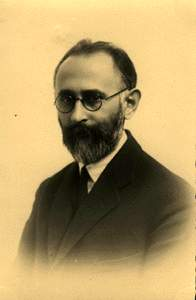
Adolphe Ferrière

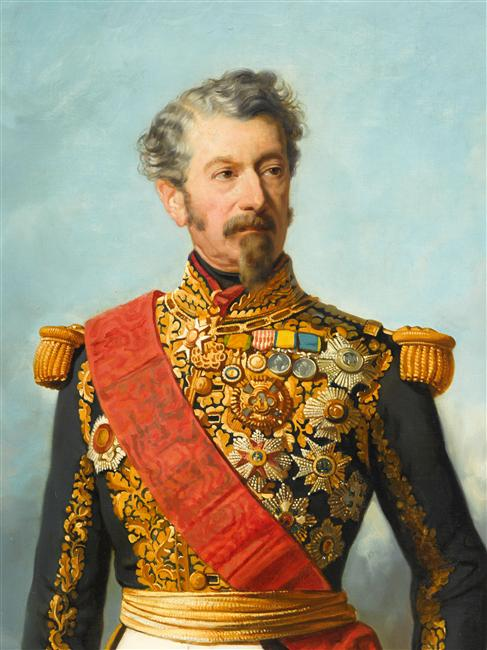
Adolphe Niel

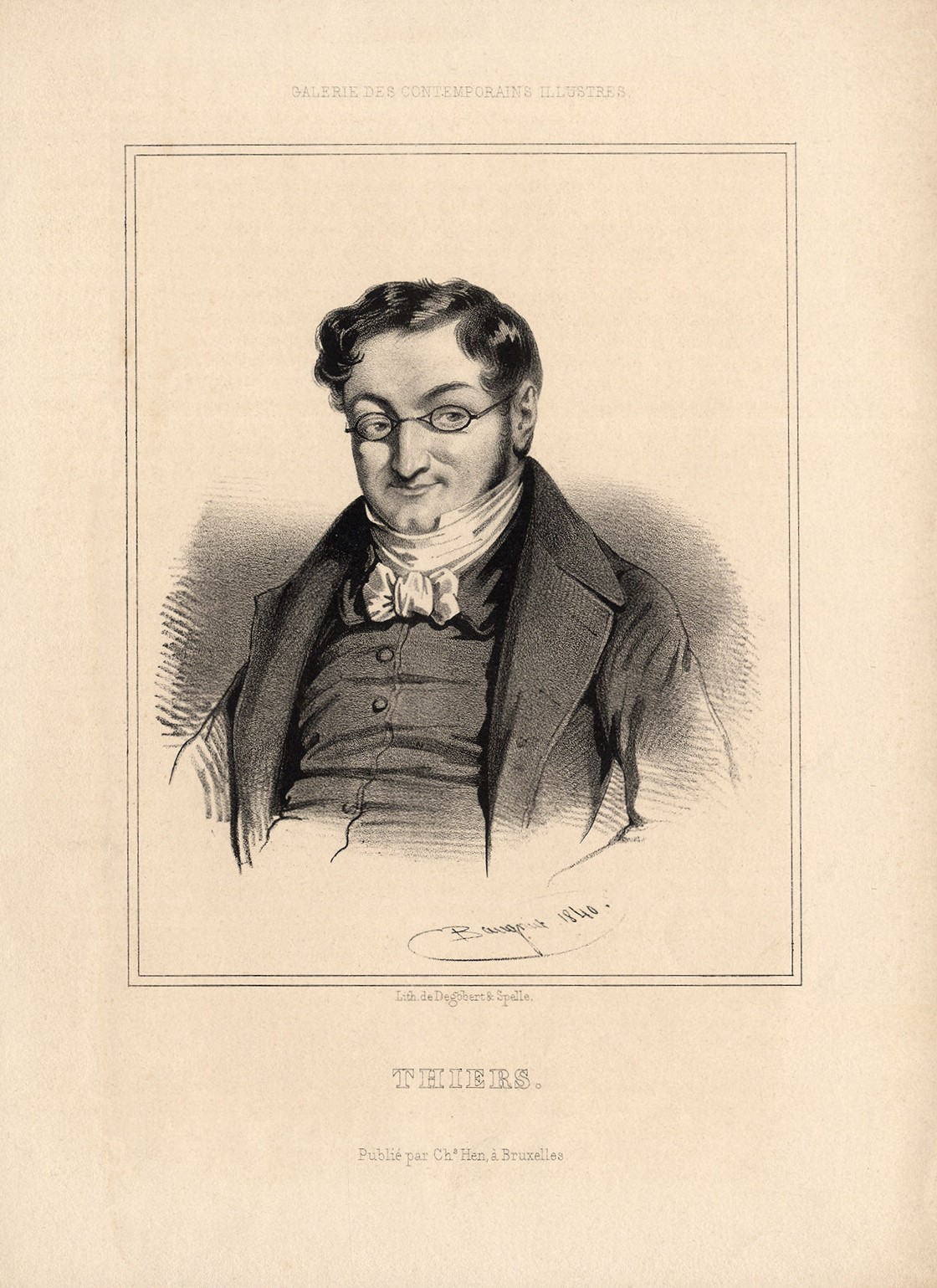
Adolphe Thiers

- Adolphe-Charles Adam, compositore e critico musicale francese
- Adolphe Appia, scenografo svizzero
- Adolphe Appian, pittore e incisore francese
- Adolphe Assi, operaio e attivista francese
- Adolphe Bartels, giornalista e scrittore belga
- William-Adolphe Bouguereau, pittore francese
- Adolphe Théodore Brongniart, botanico francese
- Adolphe Cayron, pistard francese
- Adolphe Clémence, operaio francese
- Adolphe Crémieux, giurista e politico francese
- Adolphe de Calassanti-Motylinski, orientalista francese
- Adolphe Charles de Cauvigny, generale francese
- Adolphe Dechamps, politico belga
- Adolphe d'Ennery, scrittore, drammaturgo e librettista francese
- Adolphe Ferrière, pedagogista svizzero
- Adolphe Guillaumat, generale francese
- Adolphe Hanoteau, generale e linguista francese
- Adolphe Hug, calciatore svizzero
- Adolphe Joanne, editore e giornalista francese
- Adolphe Kégresse, inventore francese
- Adolphe Klingelhoeffer, atleta e rugbista a 15 francese
- Adolphe Le Dhuy, musicista francese
- Adolphe Le Flô, generale e politico francese
- Adolphe Lenoir, chirurgo francese
- Adolphe Martial-Potémont, pittore e incisore francese
- Adolphe Menjou, attore statunitense
- Adolphe Messimy, politico francese
- Adolphe-Joseph-Thomas Monticelli, pittore francese
- Adolphe Muzito, politico della Repubblica Democratica del Congo
- Adolphe Niel, generale francese
- Adolphe Nourrit, tenore francese
- Adolphe Pégoud, pioniere dell'aviazione francese
- Adolphe-Louis-Albert Perraud, cardinale e vescovo cattolico francese
- Adolphe Quetelet, astronomo e statistico belga
- Adolphe Reymond, calciatore svizzero
- Adolphe Rouleau, schermidore francese
- Adolphe Sax, inventore e costruttore di strumenti musicali belga
- Adolphe Thiers, politico e storico francese
- Adolphe Willette, pittore, illustratore, caricaturista e litografo francese

### Variante Adolphus
- Adolphus Cambridge, I marchese di Cambridge, membro della famiglia reale britannica
- Adolphus Peter Elkin, sacerdote e antropologo australiano
- Adolphus Opara, artista e fotografo nigeriano
- Adolphus William Ward, storico e letterato britannico
- Adolphus Ypey, botanico olandese

### Altre varianti

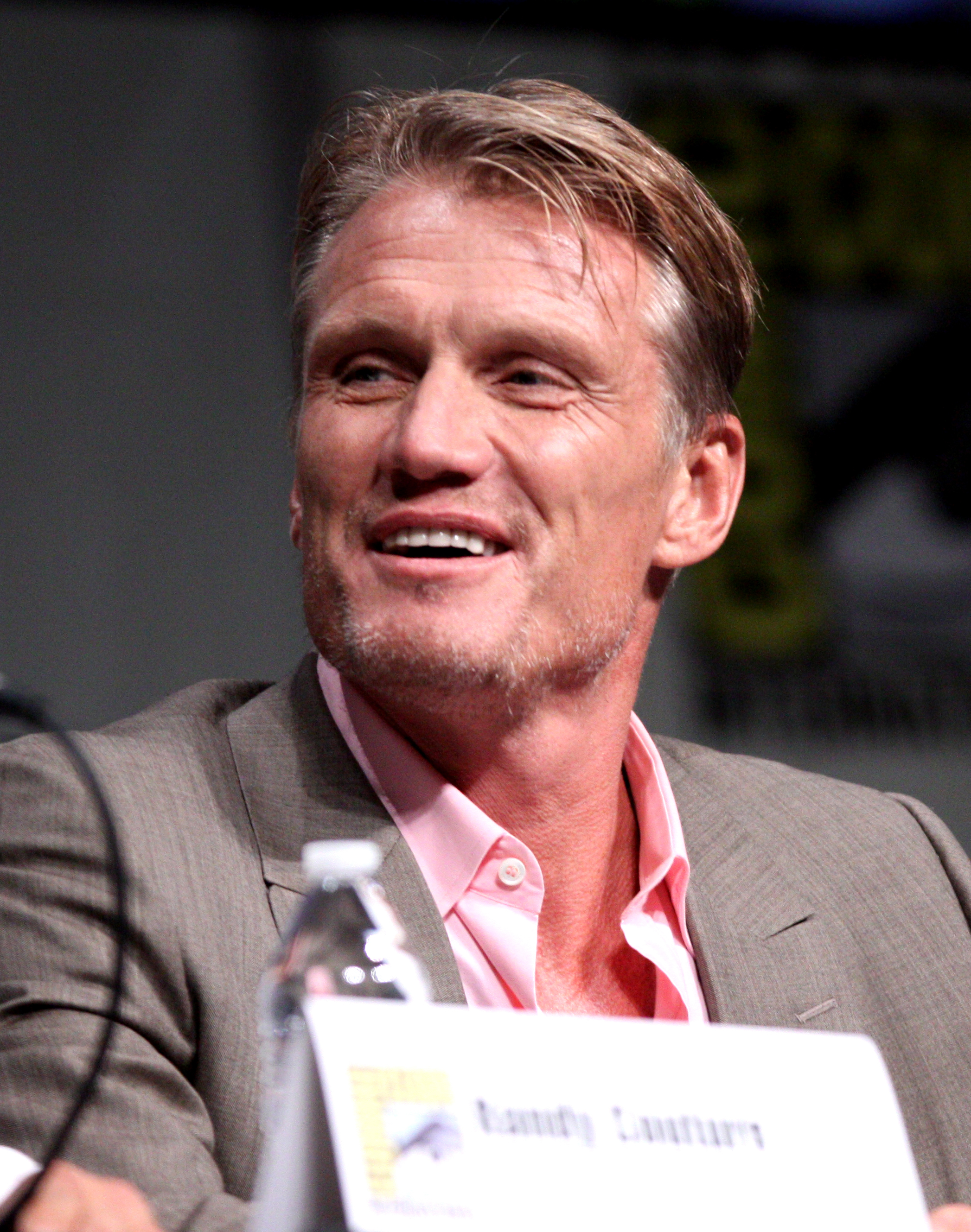
Dolph Lundgren

- Adolfino Cañete, calciatore paraguaiano
- Adinolfo da Mineo, nobile siciliano
- Dolfino Landolfi, politico e tipografo svizzero
- Dolph Lundgren, attore, regista e artista marziale svedese
- Dolfino Ortolan, partigiano italiano
- Dolph Schayes, cestista e allenatore di pallacanestro statunitense
- Dolf Scheeffer, calciatore olandese
- Dolf van der Nagel, calciatore olandese
- Dolf van Kol, calciatore e allenatore di calcio olandese

## Il nome nelle arti
- Adolphe è un personaggio dell'omonimo romanzo di Benjamin Constant.
- Dolf Vega è un personaggio del film del 2006 Dolf e la crociata dei bambini, diretto da Ben Sombogaart.
- Dolph Laserhawk è il protagonista della serie animata Captain Laserhawk: A Blood Dragon Remix.